# Indulgenza
L'indulgenza, nella dottrina cattolica, è la riduzione o cancellazione della conseguenza che resta dopo il perdono di un peccato (detta pena temporale). Anche se il peccato è già stato perdonato, rimane una sorta di "debito spirituale" da riparare. La Chiesa, grazie al sacrificio di Gesù e ai meriti dei santi, può aiutare il fedele a ottenere questa grazia, a patto che sia sinceramente pentito e rispetti certe condizioni (cfr. Codice di diritto canonico can. 992).

## Evoluzione del concetto di indulgenza

### Fondamenti biblici
La parola indulgenza non compare direttamente nella Bibbia ma, secondo la dottrina cattolica, alcuni principi biblici ne ispirano il significato, in particolare riguardo al potere della Chiesa di amministrare il perdono dei peccati e il legame di solidarietà tra i cristiani.
- Gesù ha dato a Pietro e agli apostoli l'autorità di "legare e sciogliere", cioè di imporre o togliere obblighi spirituali, compresa la remissione delle pene per i peccati. Questo potere è considerato il fondamento della pratica delle indulgenze.« A te darò le chiavi del regno dei cieli, e tutto ciò che legherai sulla terra sarà legato nei cieli, e tutto ciò che scioglierai sulla terra sarà sciolto nei cieli". »  (Matteo 16,19[3])« Ricevete lo Spirito Santo; a chi rimetterete i peccati saranno rimessi e a chi non li rimetterete, resteranno non rimessi. »  (Giovanni 20,22-23[4])

- La Chiesa insegna che tutti i cristiani fanno parte di una sola famiglia spirituale. Per questo, i meriti di Gesù e dei santi possono servire anche ad aiutare gli altri. Questo è il motivo per cui è possibile ottenere le indulgenze.« Se un membro soffre, tutte le membra soffrono insieme; se un membro è onorato, tutte le membra gioiscono con lui. »  (1 Corinzi 12,26[5])« Ora io sono lieto delle sofferenze che sopporto per voi e completo nella mia carne quello che manca ai patimenti di Cristo, a favore del suo corpo che è la Chiesa. »  (Colossesi 1,24[6])

- Gesù, morendo sulla croce, ha ottenuto il perdono dei peccati. Però, secondo la Chiesa cattolica, chi ha peccato deve comunque rimediare alle conseguenze. Le indulgenze non sostituiscono il sacrificio di Gesù, ma aiutano a ridurre la punizione che resta dopo che il peccato è stato perdonato.« Secondo la Legge quasi tutto si purifica con il sangue, e senza spargimento di sangue non c'è perdono. »  (Ebrei 9,22[7])

### L'indulgenza nelle prime comunità cristiane
Nelle prime comunità cristiane non c'era l'istituto dell'indulgenza per cui la gestione di peccati gravi come omicidio, adulterio e apostasia prevedeva percorsi penitenziali rigorosi. I penitenti potevano essere sottoposti a penitenze pubbliche e prolungate che, in genere, includevano digiuni, preghiere e opere di carità; talvolta venivano esclusi temporaneamente dalla comunità ecclesiale. Queste pratiche miravano non solo alla riconciliazione con Dio, ma anche al reintegro nella comunità dei fedeli.

### Nel Medioevo
Nel Medioevo, la pratica delle indulgenze si sviluppò significativamente, influenzando profondamente la vita religiosa e sociale dell'epoca. Inizialmente, le indulgenze erano concepite come una remissione parziale delle pene temporali dovute per i peccati già confessati e perdonati, ottenuta attraverso atti di penitenza, pellegrinaggi o opere di carità. Con il tempo, tuttavia, il loro uso si ampliò e si trasformò.
Un momento cruciale fu l'istituzione del Giubileo del 1300 da parte di papa Bonifacio VIII, che offriva ai pellegrini l'opportunità di ottenere un'indulgenza plenaria visitando le basiliche di San Pietro e San Paolo a Roma. Questo evento segnò l'inizio di una pratica che avrebbe avuto un impatto duraturo sulla spiritualità medievale.
Nel corso del tardo Medioevo, le indulgenze divennero strumenti privilegiati per garantire la salvezza dell'anima. I fedeli potevano acquistare lettere confessionali nei luoghi che avevano acquisito il diritto di concederle. Gli introiti derivanti da queste pratiche venivano utilizzati per finanziare opere ecclesiastiche di vario tipo.
Tuttavia, l'abuso nella concessione e nella vendita delle indulgenze suscitò crescenti critiche, culminando nelle proteste di Martin Lutero nel 1517. Egli contestò la pratica delle indulgenze come fenomeno strutturale della Chiesa medievale, sostenuto dalla dottrina teologica e canonistica dell'epoca.

### Il tesoro della Chiesa
Nella tradizione cattolica, esiste un concetto chiamato "tesoro della Chiesa" (thesaurus ecclesiae), che non ha nulla a che fare con l’oro o i gioielli. Si tratta di un tesoro spirituale, cioè un insieme di beni invisibili e preziosi agli occhi di Dio, come le buone opere, i sacrifici e i meriti di Gesù Cristo, della Vergine Maria e dei santi. Secondo il Catechismo della Chiesa Cattolica (CCC), questo tesoro è il valore infinito delle opere sante di Cristo e dei suoi fedeli più devoti, che "hanno seguito le orme di Cristo con la grazia dello Spirito Santo" e hanno lasciato nel mondo un’eredità di santità. La Chiesa può "attingere" a questo tesoro per aiutare i fedeli nel loro cammino spirituale, soprattutto attraverso il dono delle indulgenze.
Il cuore del tesoro è il sacrificio di Gesù sulla croce. I suoi meriti sono così grandi da poter salvare ogni essere umano. A questo si uniscono:
- Le opere e le sofferenze offerte dalla Vergine Maria, che ha vissuto senza peccato ed è stata totalmente unita al piano di salvezza;
- I meriti dei santi, che hanno vissuto in comunione con Dio e hanno compiuto il bene anche a nome di tutta l’umanità.

Questo tesoro viene usato dalla Chiesa per concedere indulgenze. Le indulgenze sono un modo per liberare il credente dalle “pene temporali” dovute al peccato, cioè dalle conseguenze spirituali che restano anche dopo il perdono sacramentale (come nella confessione). Il peccato è già stato perdonato, ma resta una sorta di "cicatrice spirituale": l’indulgenza serve a guarirla.
Il concetto del tesoro spirituale non nasce dal nulla, ma ha solide basi nella teologia cristiana, specialmente nel pensiero di san Tommaso d’Aquino. Nella sua opera più famosa, la Summa Theologiae, San Tommaso spiega che i santi, vivendo in grazia di Dio, possono meritare non solo per sé stessi ma anche per gli altri, perché fanno parte del Corpo mistico di Cristo. I meriti di alcuni, dunque, possono aiutare tutta la Chiesa.

### Lo scandalo della vendita delle indulgenze

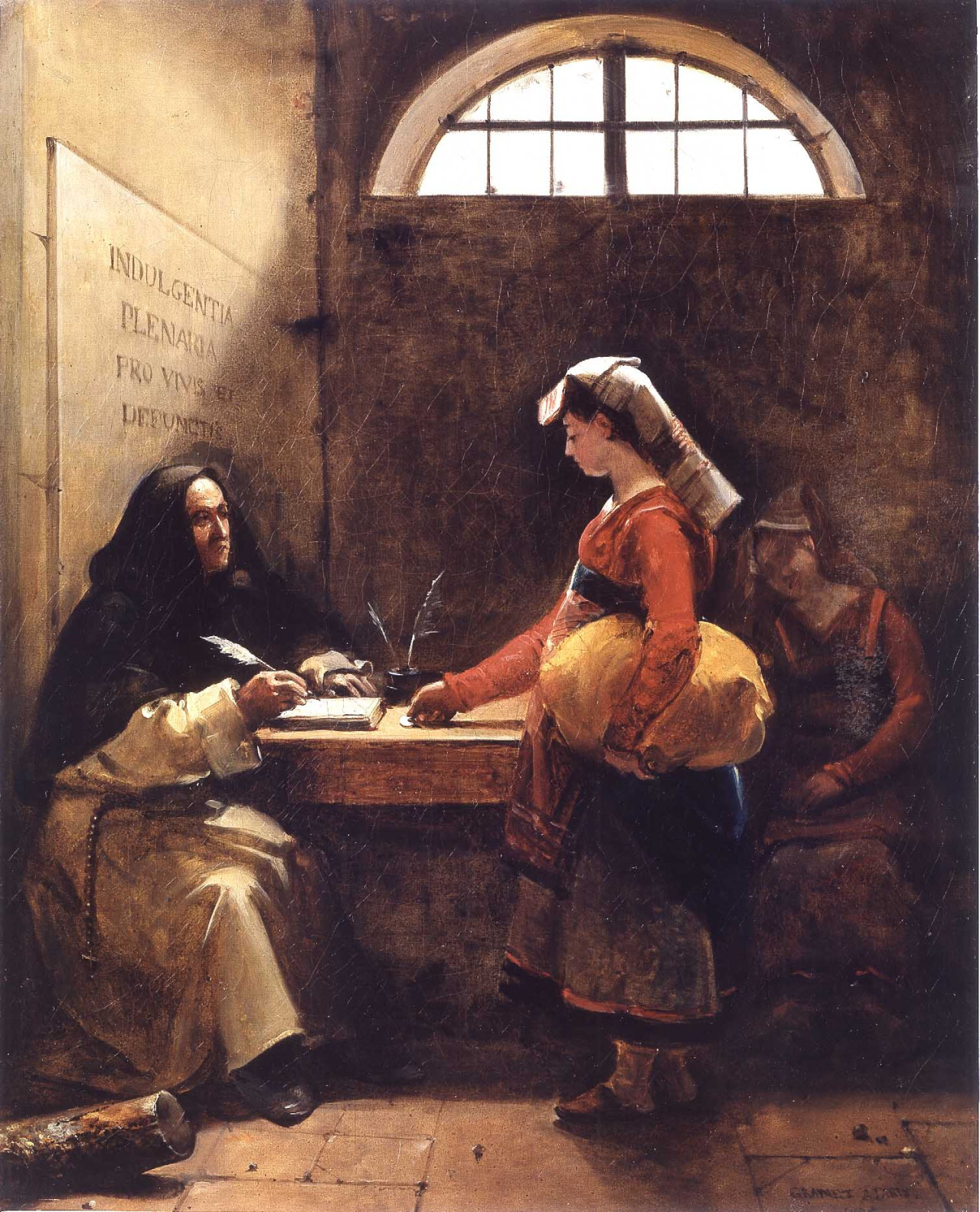
François Marius Granet, Una contadina compra un'indulgenza (1825)

Nel XVI secolo, la pratica delle indulgenze nella Chiesa cattolica subì una trasformazione significativa. In origine, le indulgenze erano legate alla confessione e alla penitenza, ma nel Medioevo iniziarono a essere associate ad atti di carità e contributi finanziari. Questo portò alla percezione che il perdono dei peccati potesse essere "acquistato", specialmente in Germania.
Diversi studiosi e storici hanno documentato come Papa Leone X abbia autorizzato nel 1515 la vendita delle indulgenze per finanziare la costruzione della Basilica di San Pietro. Questa pratica suscitò molte rimostranze.
Uno dei predicatori più noti di questo periodo fu Johann Tetzel, un monaco domenicano che promuoveva la vendita delle indulgenze con particolare enfasi sul loro beneficio anche per le anime dei defunti. Si dice che Tetzel abbia utilizzato slogan simili a "Appena il soldo nella cassa rintocca, l'anima dal Purgatorio subito si stacca", per incentivare i fedeli ad acquistare indulgenze per i propri cari. Questo sfruttamento commerciale della fede suscitò forti critiche, specialmente da parte di Martin Lutero il quale contestava l'idea che la salvezza potesse dipendere da un pagamento. Secondo la tradizione, nel 1517 Lutero affisse le sue 95 Tesi sulla porta della Chiesa del castello di Wittenberg, denunciando gli abusi nella concessione delle indulgenze e chiedendo un ritorno alla purezza della fede. Questo evento segnò simbolicamente l’inizio della Riforma protestante, che portò alla nascita di nuove confessioni cristiane e alla divisione del mondo cristiano occidentale.
Durante il papato di Paolo III (1534-1549), la vendita delle indulgenze continuò a essere una pratica utilizzata per finanziare diverse attività della Chiesa, tra cui la difesa contro le minacce esterne come, ad esempio, le necessità di fronteggiare la guerra con i turchi e l'instabilità politica generale.
In risposta alle critiche, la Chiesa cattolica riaffermò la dottrina delle indulgenze nel Concilio di Trento (1545-1563), condannando gli abusi legati alla loro concessione e vietando ogni legame con transazioni economiche. Tuttavia, la frattura con i protestanti era ormai irreparabile.
Anche Michelangelo Buonarroti espresse, nei suoi sonetti, critiche alla corruzione ecclesiastica, inclusa la mercificazione della fede. In uno di essi scrisse:
e 'l sangue di Cristo si vend'a giumelle,

e croce e spine son lance e rotelle,

e pur da Cristo pazïenzia cade.

Ma non ci arrivi più 'n queste contrade,

ché n'andre' 'l sangue suo 'nsin alle stelle,

poscia c'a Roma gli vendon la pelle,

e ècci d'ogni ben chiuso le strade.

S'i' ebbi ma' voglia a perder tesauro,

per ciò che qua opra da me è partita,

può quel nel manto che Medusa in Mauro;

ma se alto in cielo è povertà gradita,

qual fia di nostro stato il gran restauro,

s'un altro segno ammorza l'altra vita?»
(Michelangelo Buonarroti, Rime, sonetto n.10 "Qua si fa elmi di calici e spade", a cura di Enzo Noè Girardi, Bari, Laterza, 1960)

### Al giorno d'oggi
Nella società odierna, le indulgenze esistono ancora all'interno della dottrina della Chiesa cattolica, ma hanno un significato e un utilizzo molto diversi rispetto al passato,  e sono regolate con chiarezza dal Catechismo della Chiesa Cattolica. L'indulgenza non si ottiene più attraverso forme materiali, come il pagamento di somme di denaro (pratica peraltro condannata dalla Chiesa già dal Concilio di Trento), ma attraverso atti spirituali e sacramentali eseguiti in stato di grazia. I requisiti generalmente comprendono:
- la confessione sacramentale;
- la comunione eucaristica;
- la preghiera secondo le intenzioni del Santo Padre;
- il compimento dell'opera "indulgenziata" (es. preghiera, visita a un luogo sacro, opera di carità).

La Penitenzieria Apostolica e il Papa sono le autorità competenti per concedere e regolamentare le indulgenze, la cui disciplina è regolata nel Manuale delle Indulgenze (Enchiridion Indulgentiarum), pubblicato nel 1999, e dalla costituzione apostolica Indulgentiarum doctrina promulgata da Paolo VI nel 1967, che riformò il sistema abolendo l’antica modalità quantitativa (“giorni” e “anni”). In conclusione, l'indulgenza è oggi concepita non come una scorciatoia spirituale, ma come segno della misericordia di Dio, strettamente legata alla penitenza, alla conversione interiore e alla partecipazione ai meriti di Cristo e dei santi.

## Definizione

### Distinzione tra colpa e pena
Nella dottrina delle indulgenze, esiste una distinzione fondamentale tra colpa e pena. La colpa è il peccato stesso, ovvero l'atto contrario alla legge divina che allontana l'anima da Dio. La pena, invece, è la conseguenza del peccato: può essere eterna (la dannazione, in caso di peccato mortale non pentito) o temporale (una purificazione necessaria anche dopo il perdono del peccato). Quando si riceve il sacramento della confessione, la colpa del peccato è perdonata e l'anima è riconciliata con Dio. Tuttavia, resta la pena temporale che deve essere espiata tramite atti di carità, penitenza e opere di misericordia. Le indulgenze permettono di ottenere la remissione della pena temporale, applicando il tesoro delle soddisfazioni di Cristo e dei santi ai fedeli ben disposti.
Il peccato ha due effetti principali. Il peccato grave ci allontana da Dio e ci impedisce di raggiungere la vita eterna, questa è la "pena eterna". Ogni peccato, anche piccolo, crea un attaccamento malsano alle cose terrene che necessita di purificazione, sia in questa vita che dopo la morte, in purgatorio. Questa purificazione ci libera dalla "pena temporale". Queste pene non sono una punizione esterna inflitta da Dio, ma conseguenze naturali del peccato. Una vera conversione e un amore fervente possono purificare completamente il peccatore, eliminando ogni pena. Il perdono dei peccati e il ristabilimento del rapporto con Dio eliminano le pene eterne, ma restano le pene temporali. Il cristiano deve accettare queste pene come una grazia, sopportando sofferenze e prove, e impegnandosi in opere di misericordia, carità, preghiera e penitenza per spogliarsi dell'«uomo vecchio» e diventare un «uomo nuovo». (CCC artt. 1472, 1473)
Così papa Paolo VI definiva l'indulgenza nella costituzione apostolica Indulgentiarum doctrina:
(Papa Paolo VI, costituzione apostolica Indulgentiarum doctrina, n. 8)
Anche il Codice di diritto canonico ribadisce questa definizione:
(Codice di diritto canonico, 992)
Papa Giovanni Paolo II ha spiegato il concetto di pena temporale nel seguente modo:
(Papa Giovanni Paolo II, esortazione apostolica Reconciliatio et paenitentia 31, III)
Le pene temporali possono essere espiate durante la vita terrena attraverso atti di carità, sofferenze accettate con spirito di fede, preghiera e penitenza. Se non completamente espiate in questa vita, vengono purificate dopo la morte nel purgatorio. Le indulgenze, che la Chiesa concede secondo precise condizioni, rappresentano un aiuto per la remissione della pena temporale, come spiega il Catechismo della Chiesa Cattolica:
(Catechismo della Chiesa cattolica, n. 1471)

### Indulgenza plenaria e parziale
Si chiama indulgenza plenaria quella che, secondo la dottrina cattolica, libera per intero dalla pena temporale dovuta per i peccati; mentre l'indulgenza parziale ne libera solo in parte.
(Codice di diritto canonico, 993)
Anticamente, le pene in soddisfazione del peccato perdonato venivano comminate in giorni; ad esempio, per un peccato si poteva fare penitenza per 100 giorni, 40 giorni o addirittura per tutta la vita. Il penitente poteva diminuire la durata della penitenza, riscattandola attraverso opere che conferiscono indulgenza. Questo portò a una confusione che collegava erroneamente il valore temporale delle indulgenze alla durata del purgatorio. Ad esempio, dicendo "100 giorni di indulgenza", alcuni fedeli intendevano erroneamente che l'indulgenza liberasse dalla pena che si sarebbe altrimenti dovuta scontare nel purgatorio.
Papa Leone XIII abolì tutte le indulgenze di mille anni o più, semplificando così la disciplina. Successivamente, papa Paolo VI, con la costituzione apostolica Indulgentiarum doctrina, abolì l’uso di giorni, mesi, anni o quarantene per esprimere il valore delle indulgenze parziali.
(Papa Paolo VI, costituzione apostolica Indulgentiarum doctrina, norma n. 4)
Oggi le indulgenze parziali non sono più distinte tra loro in base a una quantificazione temporale (giorni, mesi, anni), ma si fondano sul principio secondo cui la remissione della pena temporale ottenuta spontaneamente dal fedele attraverso l’azione compiuta serve da misura per la pena che l’autorità ecclesiastica aggiunge con l’indulgenza stessa. Secondo la dottrina cattolica, dunque, chi compie un’opera buona cui è annessa un’indulgenza parziale riceve una doppia remissione: da un lato per il valore intrinseco dell’azione, dall’altro per la grazia concessa dalla Chiesa mediante l’indulgenza.
Papa Paolo VI spiega questo cambiamento:
(Papa Paolo VI costituzione apostolica Indulgentiarum doctrina, n. 12)

### Per i vivi e per i defunti
Da ciò che è stato riportato nella precedente citazione, si mette in rilievo che le indulgenze possono essere lucrate sia dai vivi per sé stessi, che da persone vive a favore dei fedeli defunti.
(Codice di diritto canonico, 994)

### Penitenza e sincero pentimento
Papa Paolo VI, affinché si potesse ottenere l'indulgenza, stabiliva come condizione primaria e necessaria il ripudio del peccato e il desiderio di ottenerla:
(Papa Paolo VI, costituzione apostolica Indulgentiarum doctrina, n. 10)
In un altro passo aggiunge:
(Papa Paolo VI, costituzione apostolica Indulgentiarum doctrina, n. 11)

### Procedimento di ottenimento
Per ottenere un'indulgenza plenaria o parziale, secondo la dottrina cattolica, un fedele, completamente distaccato anche dal peccato veniale, deve:
1. confessarsi (confessione sacramentale) per ottenere il perdono dei peccati;
2. ricevere la comunione eucaristica per essere spiritualmente unito a Cristo;
3. pregare secondo le intenzioni del papa (ad esempio recitando un Padre Nostro, un'Ave Maria e un Gloria al Padre), per rafforzare il legame con la Chiesa;
4. compiere una delle opere buone a cui è annessa l'indulgenza. Alcune di queste opere ottengono un'indulgenza plenaria (ad esempio recitare il rosario in chiesa, fare l'adorazione eucaristica o partecipare agli esercizi spirituali, ecc.), altre un'indulgenza parziale (per esempio recitare il Magnificat, l'Angelus o l'Anima Christi, ecc.).

Le opere indulgenziate sono inserite e regolate dal Manuale delle indulgenze.

### Facoltà di concedere indulgenze
La facoltà di concedere le indulgenze spetta al papa e alla Penitenzieria Apostolica.
L'indulgenza, sia plenaria (che impartisce la benedizione apostolica) che parziale, può essere concessa all'interno della propria giurisdizione o ai fedeli ad essa pertinenti dal vescovo diocesano ed eparchiale, dall'arcivescovo maggiore, dal metropolita, dal patriarca, dal cardinale, nonché dal papa.
Per i patriarchi, ciò vale nelle singole località del patriarcato, nelle chiese che seguono il rito specifico del patriarcato anche al di fuori dei suoi confini, e dovunque per i fedeli del proprio rito.
I cardinali vescovi godono della facoltà di concedere solo l'indulgenza parziale in qualsiasi luogo. Tale indulgenza può essere acquistata solo dai presenti che si trovano di volta in volta nei singoli luoghi.

## Indulgenze e pratiche simili in altre religioni
La Chiesa ortodossa non comprende una dottrina ufficiale sulle indulgenze. Parte di essa addirittura ne rifiuta la nozione stessa, giudicandola una deviazione teologica. Tuttavia, esistono forme di penitenza e assoluzione, spesso più severe. In ogni caso, il perdono è concesso unicamente da Dio, non per mezzo della mediazione della Chiesa, come invece accade nella dottrina cattolica.
Nell'Ebraismo esiste un concetto simile all’indulgenza ma non è istituzionalizzato. Dio concede il perdono tramite il pentimento in un determinato giorno: il pentimento, chiamato Teshuvah, è il processo di ritorno a Dio attraverso il riconoscimento del peccato, il rimorso e la decisione di non ripeterlo; Yom Kippur, il "Giorno dell'Espiazione", è strettamente legato a questo concetto.
Nel Protestantesimo, la pratica delle indulgenze fu oggetto di dura critica da parte di Martin Lutero, la cui opposizione contribuì in modo decisivo all'avvio della Riforma.